# Сорани
Сорани́ (центральноку́рдский; курд. زاراوای سۆرانی; лат: Zarawaî Soranî) — второй по численности носителей из диалектов курдского языка, распространенный преимущественно в северо-восточном Ираке, западном Иране (от Урмии до Керманшаха), а также в многочисленной курдской диаспоре (470 тыс.; Евросоюз, США и т. д.).
Состоит из шести взаимопонятных региональных и племенных разновидностей. Число говорящих на нем и его различных вариациях составляет около 11,0 миллионов. Сорани сформировался к XVII веку, отделившись от соседнего более крупного диалекта курманджи (севернокурдского).

## Этимология
В 1920-х гг. на основе говора Сулеймании («бабани») была разработана письменная стандартизация южного курманджи (центральнокурдского), позже принятая в качестве стандартной орфографии курдского языка в качестве государственного языка Ирака. Она была названа «сорани» в честь могущественного эмирата Соран (1399—1836), чье название восходит к sor («красный») от красных камней возле замка в Равандузе, — столице Сорана. В лингвистике это название распространилось на все остальные центральные говоры курдов, условно объединяемые лингвонимом «сорани».
Племена, говорящие на том диалекте, который ныне называют сорани (бабан, мукри и др.), идентифицировали себя изначально курманджами, используя в качестве эндоэтнонима слово, обозначающее сегодня в лингвистике только севернокурдский диалект, и подчеркивая при этом свою принадлежность к курдскому этносу. С массовым подъёмом национализма в XX веке среди центральнокурдского населения Ирака и Ирана, курды, говорящие на сорани, начали именовать свой язык Kurdî взамен исконного Kurmancî Xwarû.
Город Сулеймания считается историческим центром и неофициальной «столицей» сораноязычной культуры.
На говоре Сулеймании основана одна из двух литературных форм курдского языка, названная «сорани» в честь курдского эмирата Соран, существовавшего в Средневековье.

## Лингвогеография
Сорани распространен в Ираке и Иране. Развитие литературы сорани, по сравнению с курманджи и другими диалектами, растет сильнее (благодаря официальному статусу в Ираке). Численность носителей по оценкам на 2025 год 10,9 млн чел., включая до 2,5 млн курдов, носителей иных курдских диалектов, знающих сорани в силу его государственного статуса в Регионе Курдистан, автономной республике в составе Ирака.
Около 53 тыс. чел. по миру владеют сорани как вторым языком.
| Субъект федерации | Численность носителей         | %      |
| ----------------- | ----------------------------- | ------ |
| Регион Курдистан  | 6 752 000 (родной: 3 792 000) | 97 %   |
| Киркук            | 745 000                       | 53,5 % |
| Салах эд-Дин      | 60 000                        | 3,7 %  |
| Найнава           | 94.000                        | 2.3 %  |
| Багдад            | 20 000                        | 0,3 %  |
| Всего             | 7 671 000                     | 3,4 %  |

| Провинция (остан)    | Численность носителей | %      |
| -------------------- | --------------------- | ------ |
| Курдистан            | 1 635 000             | 81,6 % |
| Западный Азербайджан | 978 000               | 27,2 % |
| Керманшах            | 157 000               | 8 %    |
| Хамадан              | 15 000                | 0,6 %  |
| Кум                  | 16 000                | 1 %    |
| Тегеран              | 75 000                | 0,5 %  |
| Казвин               | 49 000                | 3,5 %  |
| Всего                | 2 925 000             | 3,4 %  |

### Диалектное членение
Литературный язык на основе говора города Сулеймания связывает множество говоров, которые условно делят на региональные и племенные:
1. Слемани (региональный);
2. Мукрияни (племенной);
3. Джафи (племенной);
4. Хаулери (региональный);
5. Гермияни (региональный);
6. Ардалани (племенной);

## История
Формирование сорани началось в XVII веке. По Зухабскому миру 1639 года, северный Курдистан отошёл к Османской империи, а южный — к Сефевидской Персии, что привело к распаду на тот момент ещё единого курманджи на два отдельных диалекта. Однако сорани в то время ещё не получил название «сорани» и был известен как Kurmancî Xwarû «южный курманджи».
В отличие от «северного курманджи» (нынешний курманджи), «южный курманджи» (нынешний сорани) подвергся морфологической перестройке, в частности утрате категории рода и падежа. Разделением ещё послужило то, что на первый значительно влиял, в первую очередь, турецкий, а также частично арамейский и армянский языки, а на второй — арабский, фарси и горани.
В исторических записях фиксировалось, что племена, говорящие на «южном курманджи», идентифицировали себя курманджами, используя в качестве эндоэтнонима слово, обозначающее сегодня в лингвистике только севернокурдский, и подчёркивая при этом свою принадлежность к курдскому этносу. Таковыми племенами являлись Бабан, Мукриян, Джаф и другие. Последнее является ныне крупнейшим курдским племенем. Шараф-хан Бидлиси, курдский историк конца XVI и начала XVII веков, в своей книге «Шараф-наме» также ареал распространения современного сорани включает в область расселения курдов-курманджей.
В курдской истории известны случаи, когда носители одного диалекта переходили на другой. Внутрикурдский диалектовый ассимиляционный процесс показывает, что горани был беспощадно подавлен «южным курманджи» (нынешним сорани). В период XVII—XX вв. происходила значительная «соранизация» курдов, говорящих на горани. Так, в начале XVIII века в Ардаланском ханстве, где обитали исключительно курды, говорящие на горани, поселились племена Горге, Шех-Исмаили, Байлаванд и Джаф, говорящие на Kurmancî Xwarû «южном курманджи». Сообщается, что они также лингвистически ассимилировали многие автохтонные племена.
Сорани, как литературный язык, сложился только к концу XVIII века. Мехдинаме (Mehdîname «книга Мехди») — старейший памятник литературы на сорани. Мехдинаме была написана 1762 году и автором книги является мулла Мухаммед ибн аль-Хадж. Сорани стал развиваться как литературный язык только после упадка горани, которые ранее имел статус лингва франка и общекурдского языка для курдов южнокурдского ареала. Таким образом, горани потерял бо́льшую часть своих носителей и ныне уходится под угрозой существования. 
В эпоху Бабана сорани стал важным литературным языком, и многие поэты писали на нем, несмотря на то, что владели ещё арабским и персидским языками. Когда династия Бабан была свергнута в 1850 году, золотая эра сорани закончилась, и поэты покинули регион Сулеймания. Хаджи Кадыри Кои (1817—1897) продолжал писать на сорани и оскорблял курдское духовенство из-за отсутствие продвижения сорани с их стороны. Басид Кои и Шех Реза Талабани (1835—1910) также пропагандировали сорани как литературный курдский язык.
В 1903 году был опубликовал учебник сорани и словарь для британского контингента в Курдистане. Также в 1906 году был выпущен грамматический очерк сорани на основе говора племени мукриян, а в 1919 году была опубликована книга по грамматике, основанная на говоре Мехабада. В 1958 году была опубликована практическая грамматика литературного сорани.

## Различия от севернокурдского
Фонетически и по корневому составу севернокурдский и центральнокурдский схожи. Кроме этого, присутствуют большое количество когнатов в лексике, но в центральнокурдском большее количество заимствований из арабского языка. С точки зрения исторической эволюции, севернокурдский диалект более консервативен, чем центральный, как по фонетической, так и по морфологической структуре (например, он утратил категории рода и падежа). На центральнокурдский повлияла, среди прочего, бо́льшая культурная близость к другим языкам, на которых говорят курды региона, в том числе арабскому. Серьёзные различия в морфологии затрудняет понимание северных и центральных курдов. Это связано с морфологической перестройкой, которой подверглись в Средние века большинство иранских языков.
Сорани отличается от курманджи по шести грамматическим пунктам. По-видимому, это результат влияния горани на сорани:
1. Пассивное спряжение: пассивная морфема сорани -r-/-ra соответствует -y-/-ya - в горани и зазаки, в то время как курманджи использует вспомогательный hatin;
2. Определённый суффикс -eke, также встречающийся в зазаки;
3. Усиливающаяся послеглагольный глагол -ewe, соответствующая дословному vê в курманджи;
4. Конструкция «открытого соединения» с суффиксом -e для определённых существительных;
5. Сохранение энклитических личных местоимений, которые исчезли в курманджи и в зазаки;
6. Упрощенная система изафета;

## СМИ и образование
Сорани является вторым государственным языком Ирака с 8 октября 2005 года, после арабского. На нём выходит множество СМИ, он широко используется в образовании и делопроизводстве. (упоминается в текстах — «курдский язык»).

## Морфология
Литературный сорани пишется арабским письмом, однако ниже представлена неофициальная латинизированная письменность, не имеющая стандартной орфографии.

### Местоимения

#### Личные местоимения
| Лицо     | Единственное число | Множественное число |
| -------- | ------------------ | ------------------- |
| 1-е лицо | Min                | Êma                 |
| 2-е лицо | To                 | Êwe                 |
| 3-е лицо | Ew                 | Ewan                |

### Имя существительное
Определённость и неопределённость существительных в сорани выражается при помощи постпозитивных артиклей.
Определённые артикли: -(e)ke (ед. ч.) и -(e)kan (мн. ч.); вариант с e используется после согласного:
- ala (флаг) — alake и alakan.
- ktêb (книга) — ktêbeke и ktêbekan.

Неопределённый артикль: -(y)êk; вариант с y используется после гласного:
- mrawi — mrawiyêk («какая-то утка»).
- ktêb — ktêbêk («какая-то книга»).

#### Число
В литературном сорани два числа: единственное и множественное. Суффикс множественного числа — -an. При присоединении к корню, кончающемуся на гласный, кроме -e, суффикс имеет вид -yan, а в словах, кончающихся на e, этот звук удаляется во избежание зияния, и используется стандартная форма суффикса:
- piyaw — piyawan («мужчина — мужчины»).
- name — naman («письмо — письма»).
- komalga — komalgayan («общество — общества»)

#### Местоименные клитики

##### Личные
| Лицо     | Окончание в единственном числе | Примеры                  | Окончание во множественном числе | Примеры                  |
| -------- | ------------------------------ | ------------------------ | -------------------------------- | ------------------------ |
| 1-е лицо | m                              | mn dktorm (я доктор)     | im                               | êma dktorim (мы доктора) |
| 2-е лицо | î                              | to mamostaî (ты учитель) | n                                | êwe dktorn (вы учителя)  |
| 3-е лицо | e                              | ew nexoşe (он болеет)    | n                                | ew nexoşn (они болеют)   |

##### Притяжательные
| Лицо | Окончание в единственном числе | Примеры                     | Окончание во множественном числе | Примеры                       |
| ---- | ------------------------------ | --------------------------- | -------------------------------- | ----------------------------- |
| 1-е  | m                              | ktebekem (моя книга)        | man                              | ktebekeman (мои книги)        |
| 2-е  | t                              | seyareket (твой автомобиль) | tan                              | seyareketan (твои автомобили) |
| 3-е  | i                              | çaketekei (его куртка)      | yan                              | çaketekeyan (их куртки)       |

### Прилагательные
Сравнительная степень имён прилагательных образуется при помощи -tr, превосходная — с помощью -trin:
- jwan — jwan tr (красивый — красивее).
- jwan — jwan trin (красивый — самый красивый).

### Глаголы
Глагол «быть» — hebun, он используется в том числе для выражения принадлежности (esse-тип).
- seyarem heye (у меня есть машина).
- seyarem niye (у меня нет машины).

### Имя числительное
| Русский язык | Сорани | Русский      | Сорани | Русский     | Сорани |
| ------------ | ------ | ------------ | ------ | ----------- | ------ |
| один         | yak    | одиннадцать  | yanza  |             |        |
| два          | doo    | двенадцать   | dwanza | двадцать    | bist   |
| три          | seh    | тринадцать   | syanza | тридцать    | sea    |
| четыре       | çwar   | четырнадцать | çwarda | сорок       | çl     |
| пять         | penj   | пятнадцать   | panza  | пятьдесят   | panja  |
| шесть        | şaş    | шестнадцать  | şanza  | шестьдесят  | şaşt   |
| семь         | hawt   | семнадцать   | havda  | семьдесят   | hafta  |
| восемь       | haşt   | восемнадцать | hazda  | восемьдесят | haşta  |
| девять       | no     | девятнадцать | nozda  | девяносто   | nawat  |
| десять       | da     | сто          | saad   | тысяча      | hazar  |

### Союз «и»
Аналогом русского «и» является w (произносится /u/). Примеры:
- baran w befr «дождь и снег».
- mn w to «я и ты».

## Система письменности
Письменность основе арабицы с добавлением букв ێ‌ (ê), ۆ (ô), گ (g), چ (č), پ (p), ژ (ž), ڵ (ł), ڕ (ř). В отличие от арабской, в курдской письменности почти все гласные всегда отмечаются на письме.